# NGC 7076
NGC 7076 је планетарна маглина у сазвежђу Цефеј која се налази на NGC листи објеката дубоког неба.
Деклинација објекта је + 62° 53' 30" а ректасцензија 21h 26m 24,1s. Привидна величина (магнитуда) објекта NGC 7076 износи 13,5 а фотографска магнитуда 14,5. NGC 7076 је још познат и под ознакама PK 101+08.1, Abell 75.